# Niclas Larsson
Niclas Larsson, född 29 december 1990 i Malmö, är en svensk skådespelare och filmregissör.
Han är utbildad på USC-School of Cinematic Arts i Los Angeles. I dag är han bosatt i Stockholm och jobbar som regissör på filmbolaget New Land.
Larsson debuterade som skådespelare i TV-serien En ängels tålamod (2001). 2013 regisserade han kortfilmen Vatten som belönades med Svenska Filminstitutets och Sveriges Televisions novellfilmpris. 2023 kom Mother, Couch, Larssons första långfilm.

## Filmografi
- 2001 – En ängels tålamod (TV-serie)
- 2003 – De drabbade (TV-serie)
- 2003 – Tillträde förbjudet
- 2004 – Flickan som slutade ljuga
- 2005 – Sommarlek
- 2005 – Storm
- 2005 – Uttagningen
- 2006 – Den enskilda medborgaren
- 2006 – 7 miljonärer
- 2009 – Fallet (TV-serie)
- 2009 – Stormen (TV-serie)
- 2010 – Come Closer
- 2010 – Kommissarie Winter (TV-serie)

Regi
- 2013 – Vatten
- 2023 – Mother, Couch

## Priser och utmärkelser
- 2013 – Stora novellfilmspriset för Vatten